# Stoke-on-Trent
Stoke-on-Trent é uma cidade do condado de Staffordshire, na região de West Midlands, na Inglaterra. É reconhecida como a "cidade da indústria cerâmica" na Inglaterra.
O baixista e vocalista da banda Motorhead, Lemmy, nasceu e viveu por curto periodo de tempo em Stoke. O guitarrista Slash também viveu por um curto tempo na infância por lá. No entanto, a maior celebridade nascida na cidade é o cantor Robbie Williams, que possui uma trilha turística em sua homenagem e ruas com nome de suas canções.

De acordo com o censo de 2011, sua população é composta por 249.000 habitantes e sendo a 17° maior cidade do Reino Unido em termo de população.

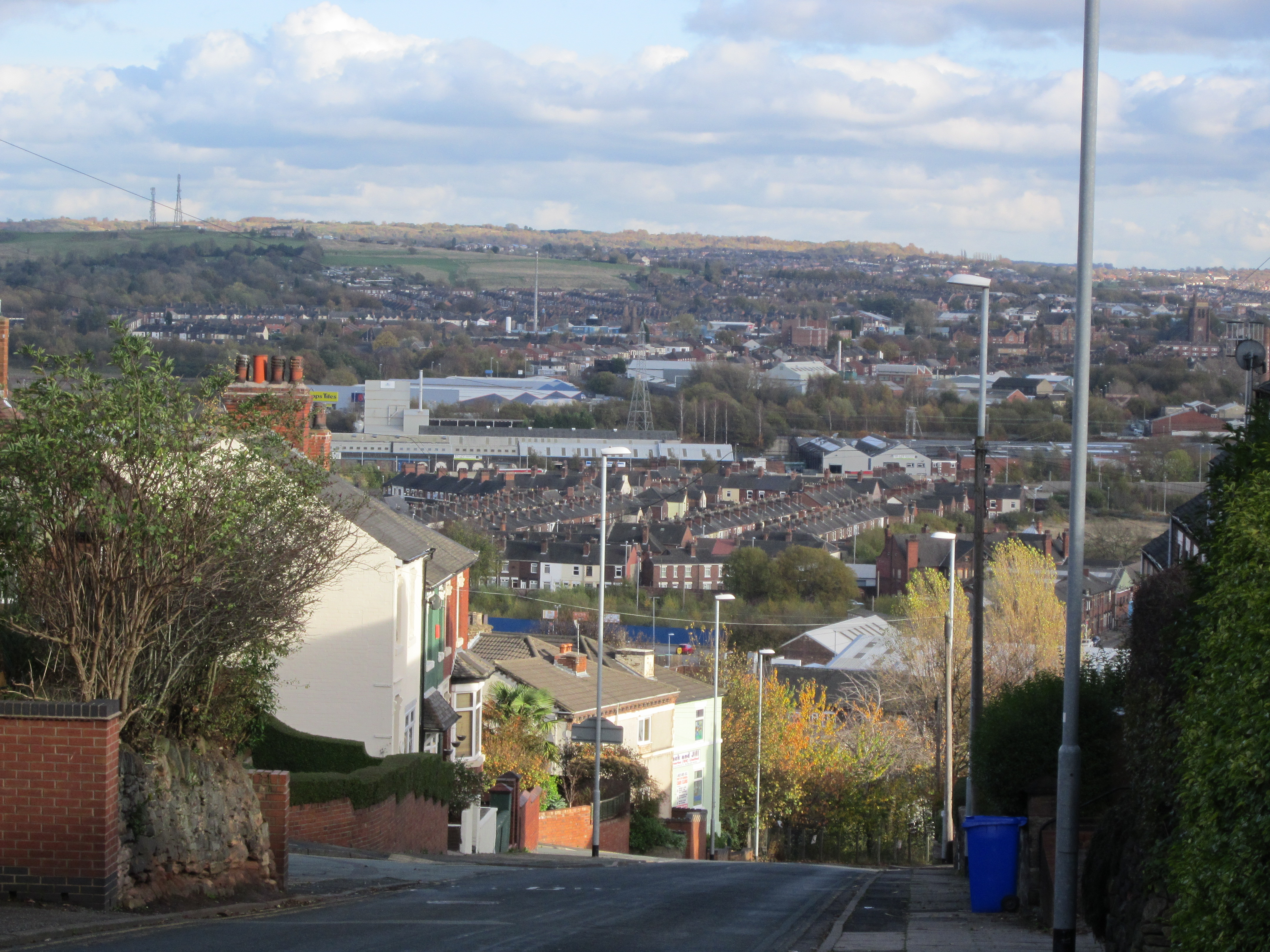
Vista de Stoke-on-Trent

## Esporte
O clube de futebol da cidade, o Stoke City, disputou há vários anos a 1ª divisão Inglesa, a Barclays Premier League, atualmente está na 2º divisão inglesa a EFL Championship.Outro clube da cidade é o Port Vale Football Club, que está na 4º divisão inglesa a Football League Two.